# Chamois (couleur)
Pour les articles homonymes, voir Chamois (homonymie).
Chamois est un nom de couleur en usage dans la mode et la décoration pour désigner une teinte brun clair ou jaune foncé, d'après la robe du chamois (RC2), ou, plus vraisemblablement, d'après la couleur de la peau de chamois (MEC, p. 848).
Dans les nuanciers, on trouve, en peinture pour la décoration chamois ;  en fil à broder 3856 chamois.

## Histoire
Au XIXe siècle, Michel-Eugène Chevreul a entrepris de repérer les couleurs entre elles et par rapport aux raies de Fraunhofer. Chamois et Chamois-jaune sont des couleurs sur laine du fabricant Oudin, et figurent parmi les « noms de couleur le plus fréquemment usités dans la conversation et dans les livres », avec la cote, pour chamois, 2 orangé du 2   au 6 ton, et pour chamois jaune 4 orangé-jaune 3 ton. Plus loin, il précise :

« Cette dénomination a trait à la peau du chamois passée en huile ou, autrement dit, en chamois.
La peau ainsi préparée n'est pas toujours de couleur identique dans toute la peau. J'ai distingué dans une même peau l'orangé-jaune 1,5/10 de rabat du 4 au 6 t., et le 1 orangé-jaune inclinant à l'orangé-jaune du 4 ton au 5 t.
Si on se rappelle (page 130) que des étoffes de laine de M. Oudin de Reims m'ont présenté, le chamois 2 orangé du 2 au 6 ton et le chamois jaune le 4 orangé-jaune 3 ton, on pourra admettre que le type de la couleur-chamois est l'orangé-jaune 1/10 5 ton. »